# Saint-Carné
Saint-Carné (bretonisch Sant-Karneg) ist eine französische Gemeinde mit 1.140 Einwohnern (Stand 1. Januar 2022) im Département Côtes-d’Armor in der Region Bretagne. Sie gehört zum Arrondissement Dinan und zum Kanton Lanvallay. Die Bewohner nennen sich Carnéens/Carnéennes.

## Geografie
Saint-Carné liegt etwa 26 Kilometer südsüdwestlich von Saint-Malo und rund 44 Kilometer nordwestlich von Rennes im Osten des Départements Côtes-d’Armor.

## Geschichte
Axtfunde aus der Jungsteinzeit, ein Armreif aus keltischer Zeit und weitere Fundstücke aus gallo-römischer Zeit belegen eine frühe Besiedlung. Eine erste namentliche Nennung von Saint-Carné als Seint Karnay fand sich im Jahr 1256, als in einer Urkunde ein Jehan de Seint Karnay erwähnt wurde. Die Gemeinde gehörte von 1793 bis 1801 zum District Dinan. Zudem war sie von 1793 bis 1801 Teil des Kantons Plumaudan und von 1801 bis 2015 Teil des Kantons Dinan-Ouest.

## Bevölkerungsentwicklung
| Jahr                       | 1962 | 1968 | 1975 | 1982 | 1990 | 1999 | 2006 | 2012 | 2019 |
| Einwohner                  | 652  | 655  | 682  | 747  | 787  | 811  | 908  | 918  | 1051 |
| Quellen: Cassini und INSEE |      |      |      |      |      |      |      |      |      |

## Sehenswürdigkeiten
- Schloss Château du Chesne-Ferron (15.–17. Jahrhundert)
- Kirche Saint-Pierre (16./17. Jahrhundert; restauriert 1845)
- Kalvarienberg nahe der Kirche aus dem 17. Jahrhundert
- Kreuz Croix du Chesne aus dem Hochmittelalter
- Denkmal für die Gefallenen[1]

Quelle:

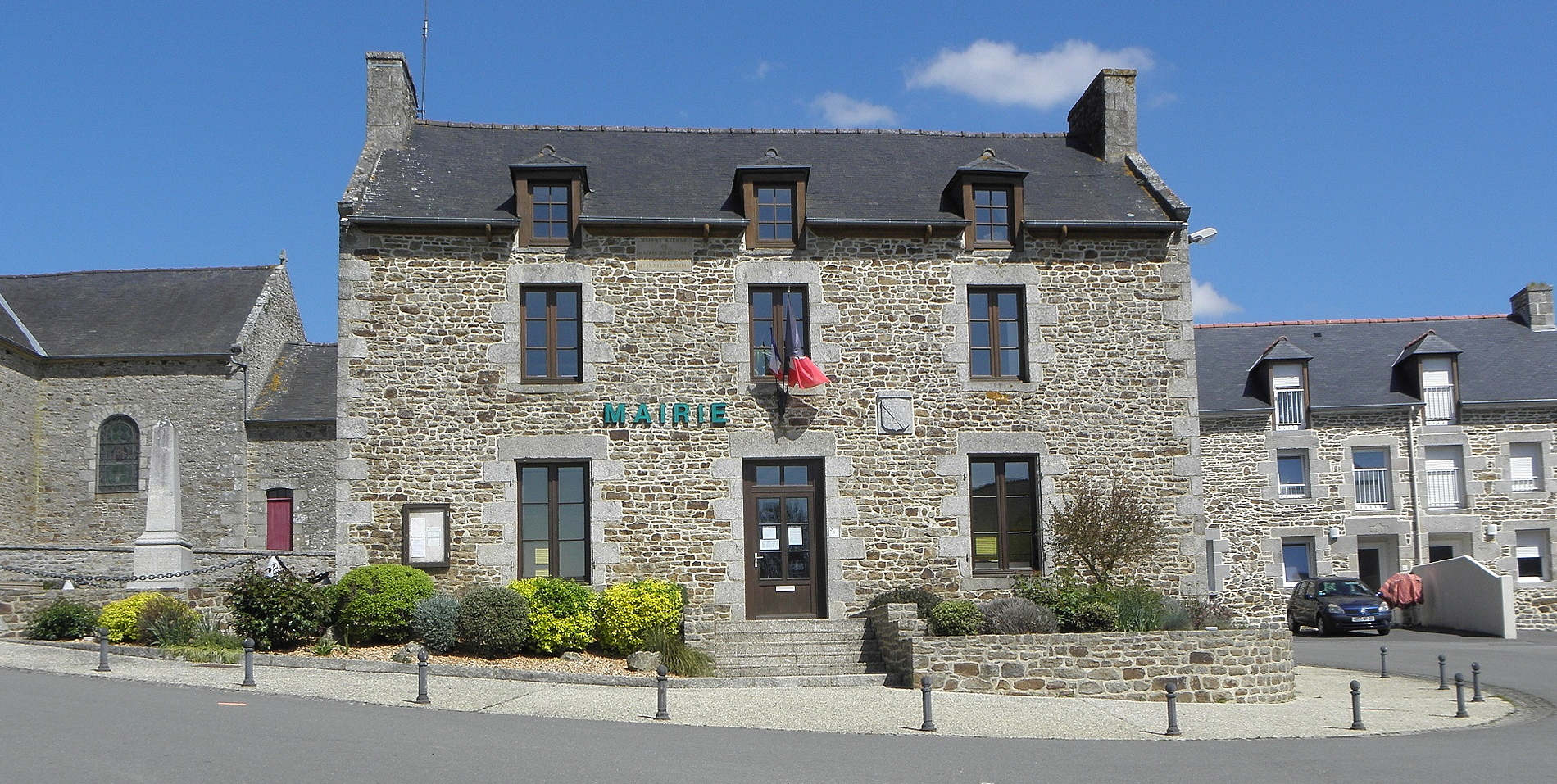
Rathaus (Mairie) von Saint-Carné
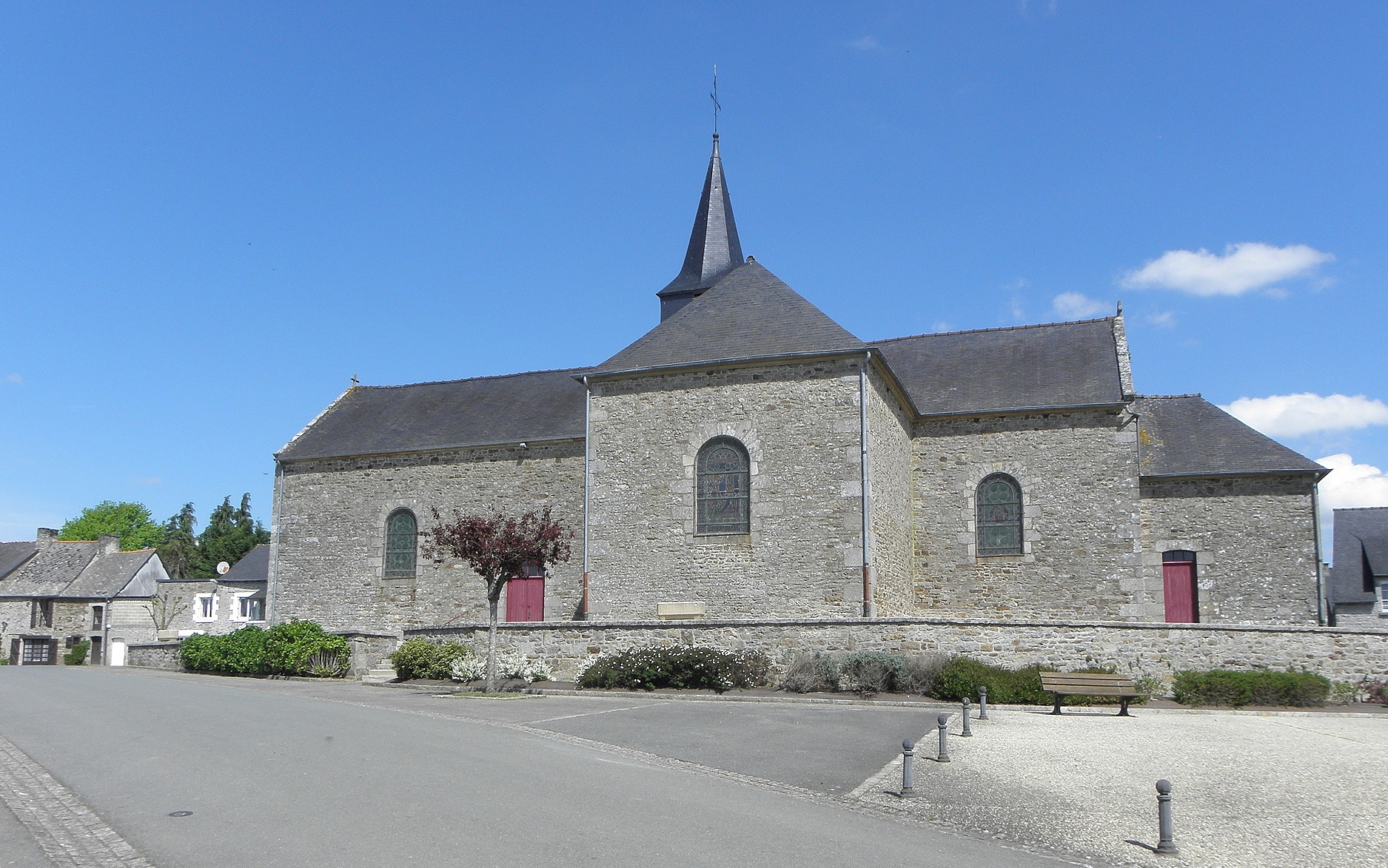
Kirche Saint-Pierre
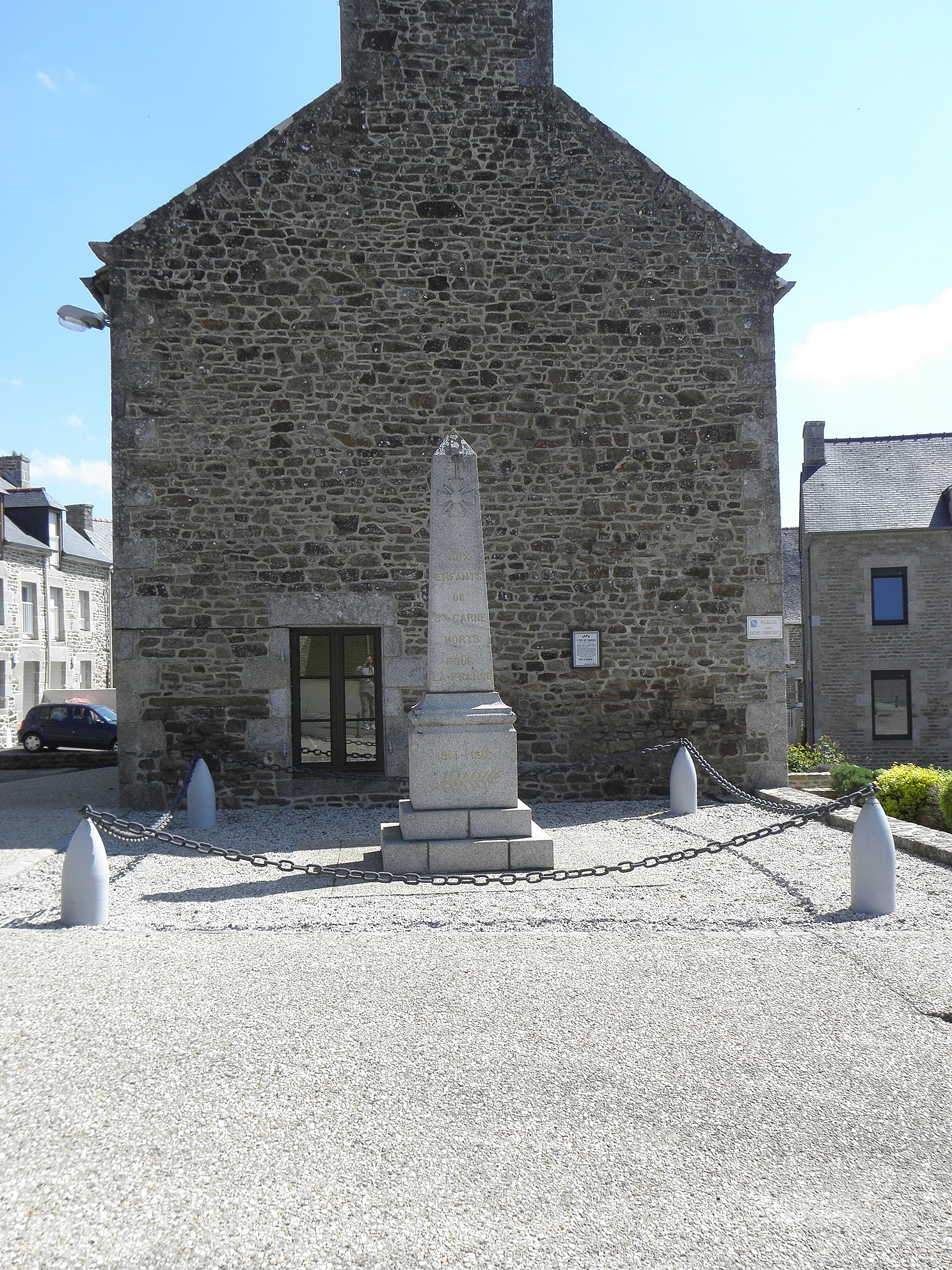
Denkmal für die Gefallenen